# ホンダ・EV Plus
EV Plus（イーブイ プラス）は、本田技研工業がかつて生産、販売していたハッチバック型の電気自動車である。

## 概要
GMのEV1と同じくカリフォルニア大気資源委員会（CARB）のゼロエミッション車普及プログラムに対応する形で開発が行われた。300台の生産が計画され、主にアメリカカリフォルニア州でリース販売され、ニューヨーク州、日本、スイスでも少数リース販売が行われた。
同社で生産されていた小型ハッチバックのロゴとスタイルが酷似しており、ロゴと車体の大部分を共有しているように見られがちであるが、全高が高く、ボンネットやウインドシールド（Aピラー）の角度、ドア形状も異なる、プラットフォームから電気自動車に合わせた専用設計となっている。安全性も十分に考慮されており、日米の安全基準に適合する。
パワーユニットは独自開発の水冷DCブラシレスモーターで、最高出力（連続定格）は49 kW/1,700 - 8,750 rpm、最大トルクは275 N·m/0 - 1,700 rpm、最高効率は96 %、平均効率は90 %（LA-4モード走行時）である。変速機は無く、減速比は1速固定。
ニッケル水素電池を使用しており、充電器は車載でAC100V、AC200Vに対応し、家庭でも充電可能である。アメリカでは充電にAvcon社のコンダクティブコネクターが用いられている。充電は回生ブレーキによっても行われる。
エアコンはヒートポンプ式で、ヘッドランプはHID式のプロジェクタータイプ。これらのほか、カーオーディオや室内灯などの電装品には通常の自動車と同様に走行に12 Vの鉛蓄電池を使用する。

### その他スペック
- バッテリー:12 Vシール型Ni-MH電池24個
- 電圧：288 V
- 充電時間：6 - 8時間
- 1充電走行距離：10･15モード 220 km、40 km/h定地走行 350 km、80 %放電 160 - 190 km
- 加速：4.9秒（0 - 50 km/h）
- 最高速度：130 km/h以上

## 歴史
- 1988年4月 - 電気自動車の研究を開始
- 1993年 - 東京モーターショーで走行可能なコンセプトカーEVXを発表。
- 1994年 - シビックベースのCUV-4プロトタイプによりカリフォルニア実走行テスト開始
- 1995年 - 試作初号車完成。鉛蓄電池からニッケル水素電池へ移行
- 1997年4月 - 高根沢工場でEV Plus1号車がラインオフ
- 1997年9月19日 - 日本でリース販売開始
- 1999年4月 - リース受付終了

## 販売
販売は36か月のリース形式で行われた。料金はアメリカでは月々455ドルで、メンテナンス、ロードサービス、保険費用などすべて含む。リースではなく5万3,000ドルの希望小売価格も示していたが、実際販売されることはなかった
日本では登録諸費用、メンテナンス料等を含んで月々26万5,000円で、98年までに21台がリース販売された。型式はZA1。
一部のユーザーには数年の延長リースが実施されたが、最終的には全車ホンダに返却され、大半が解体された。一部車体はホンダ・FCX実験車のベースとして利用された。

Honda EV Plus
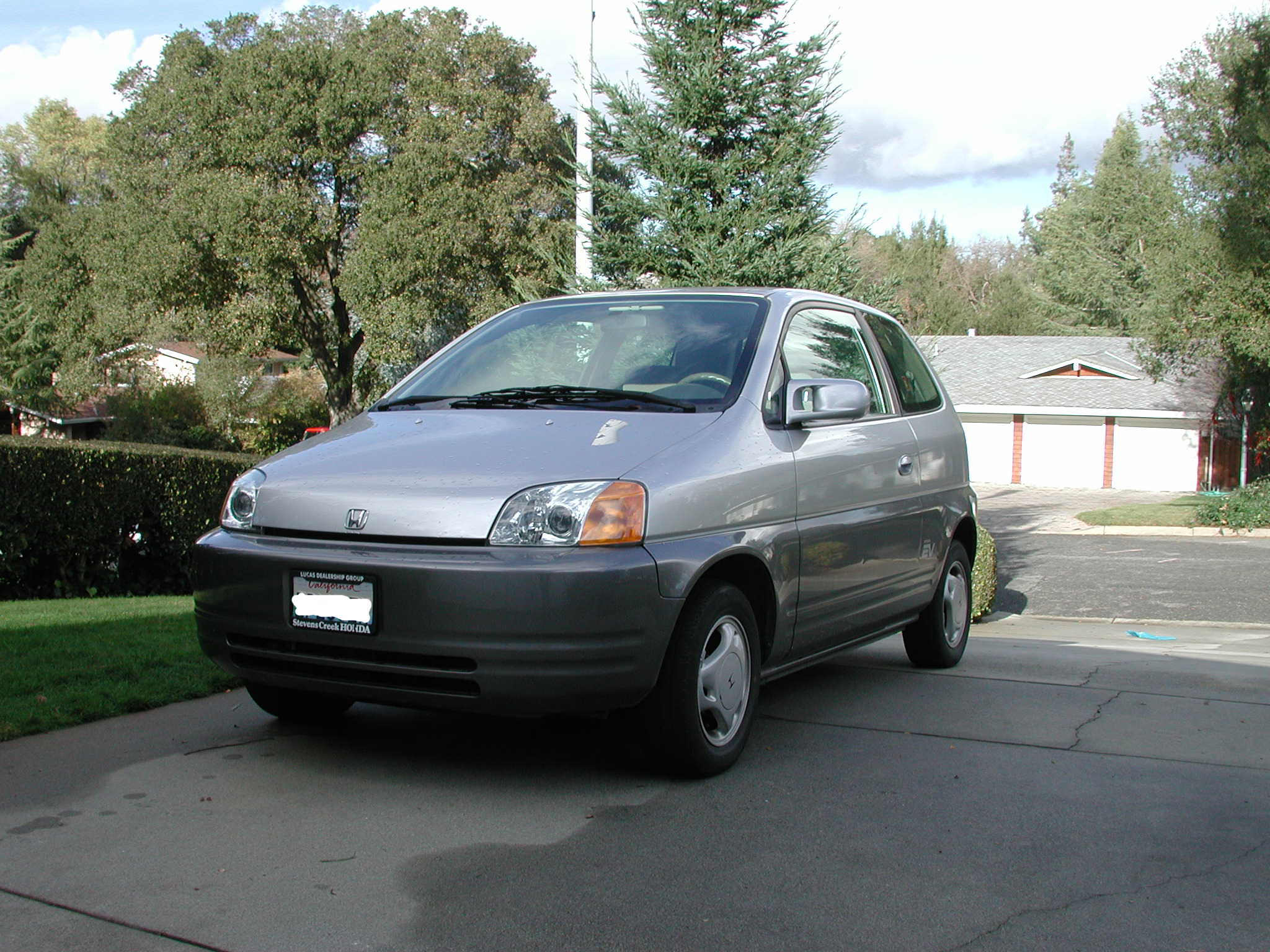
3/4 Front View
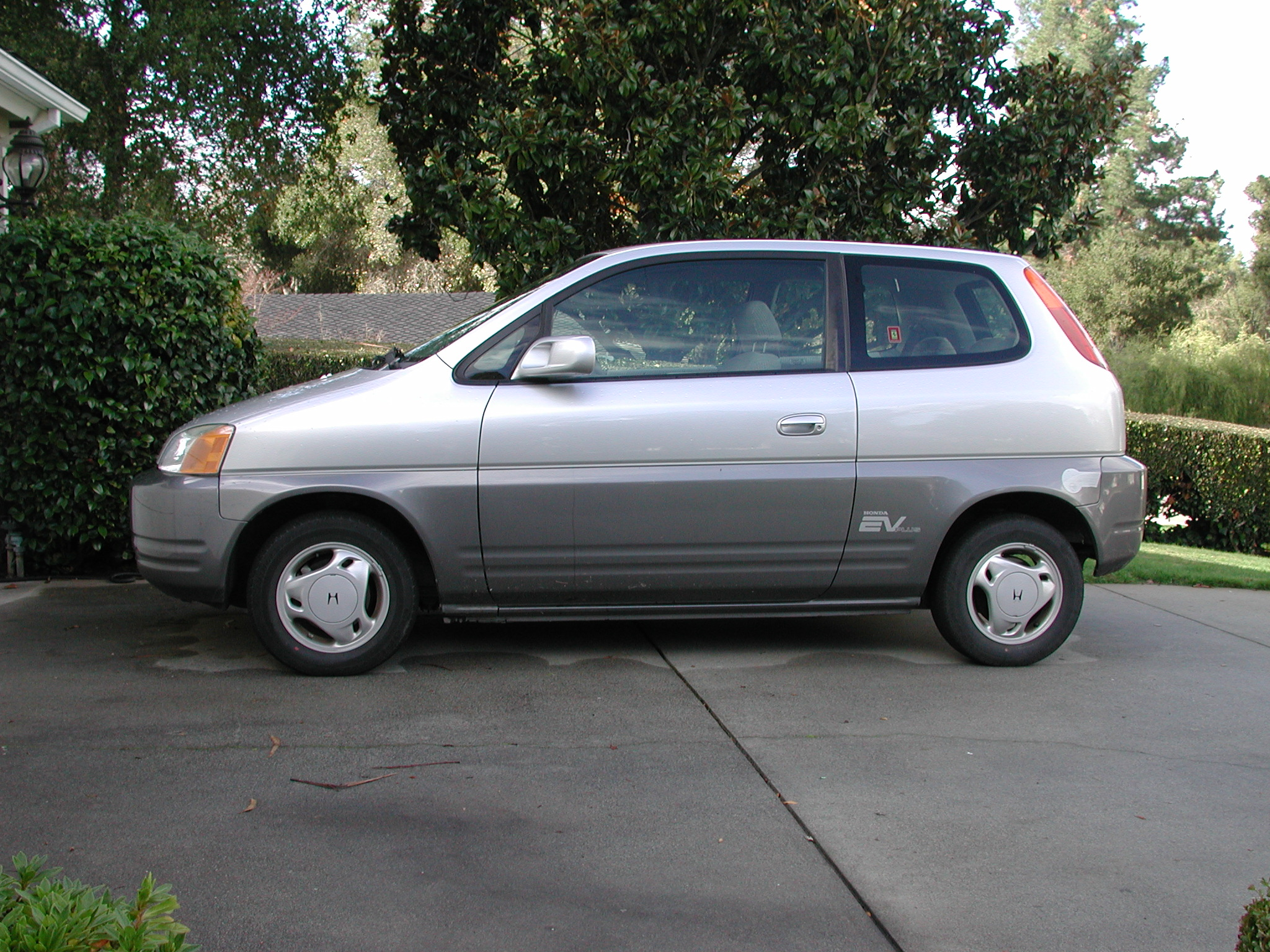
Side View
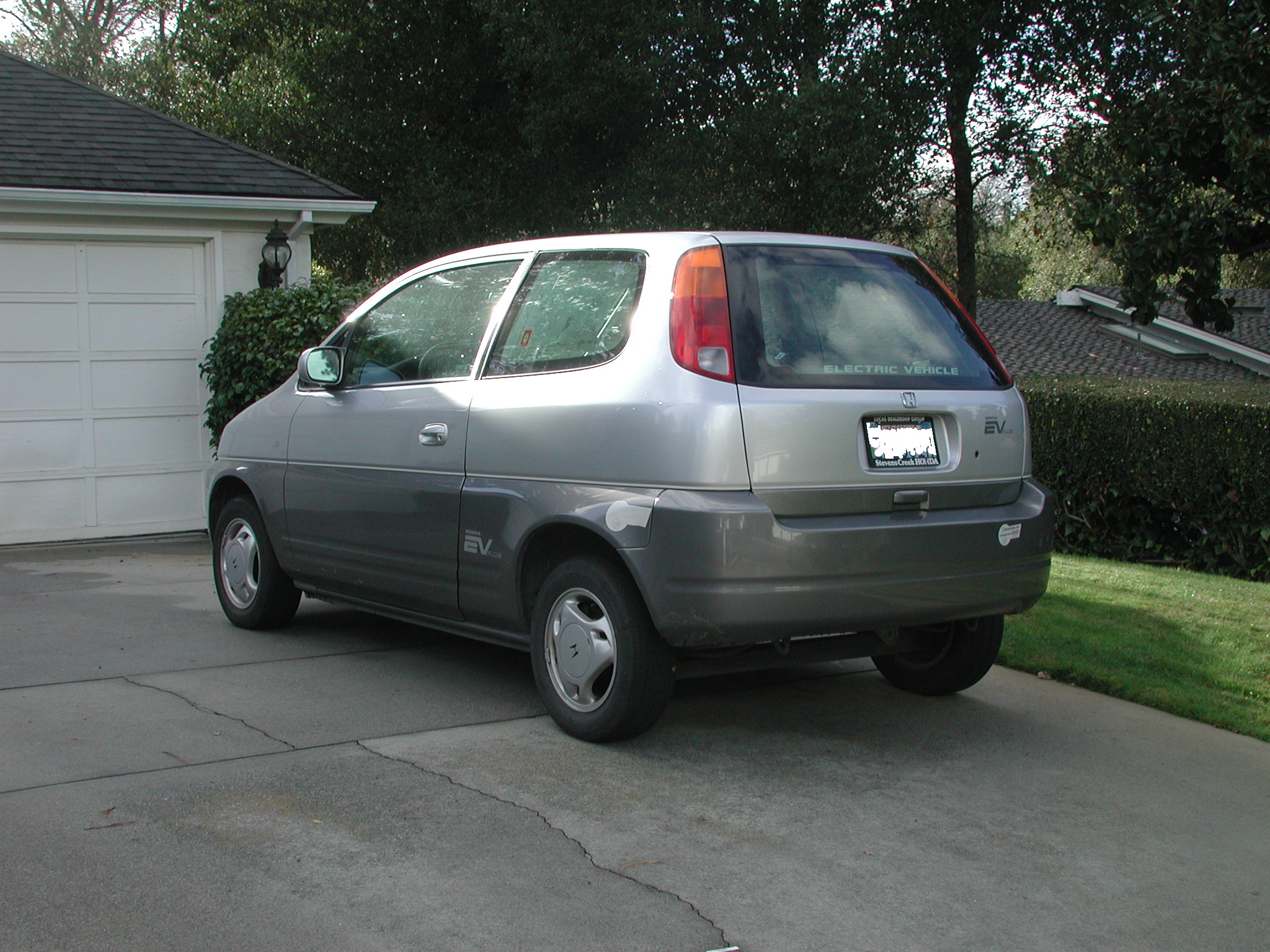
3/4 Rear View
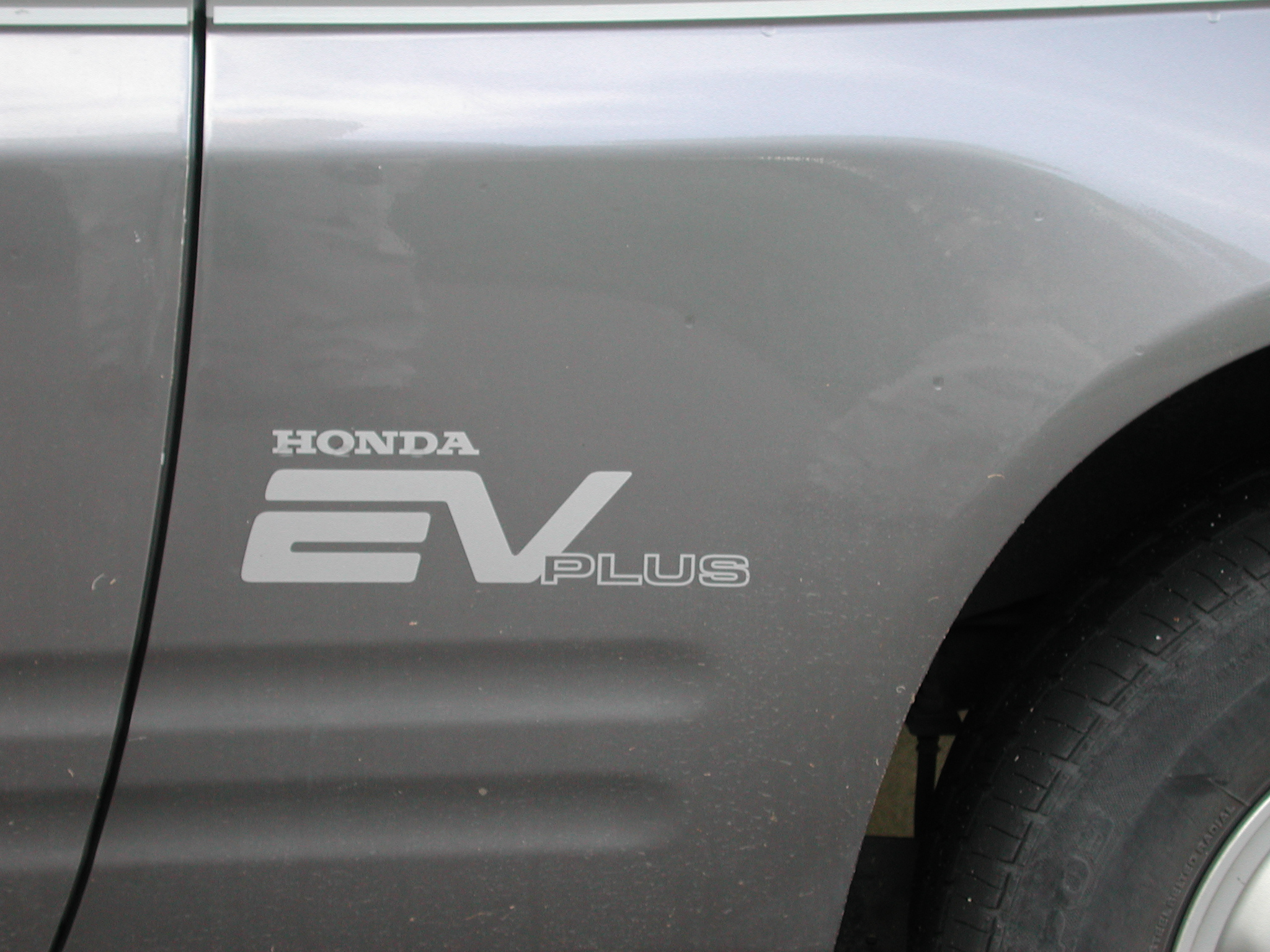
Name Decal
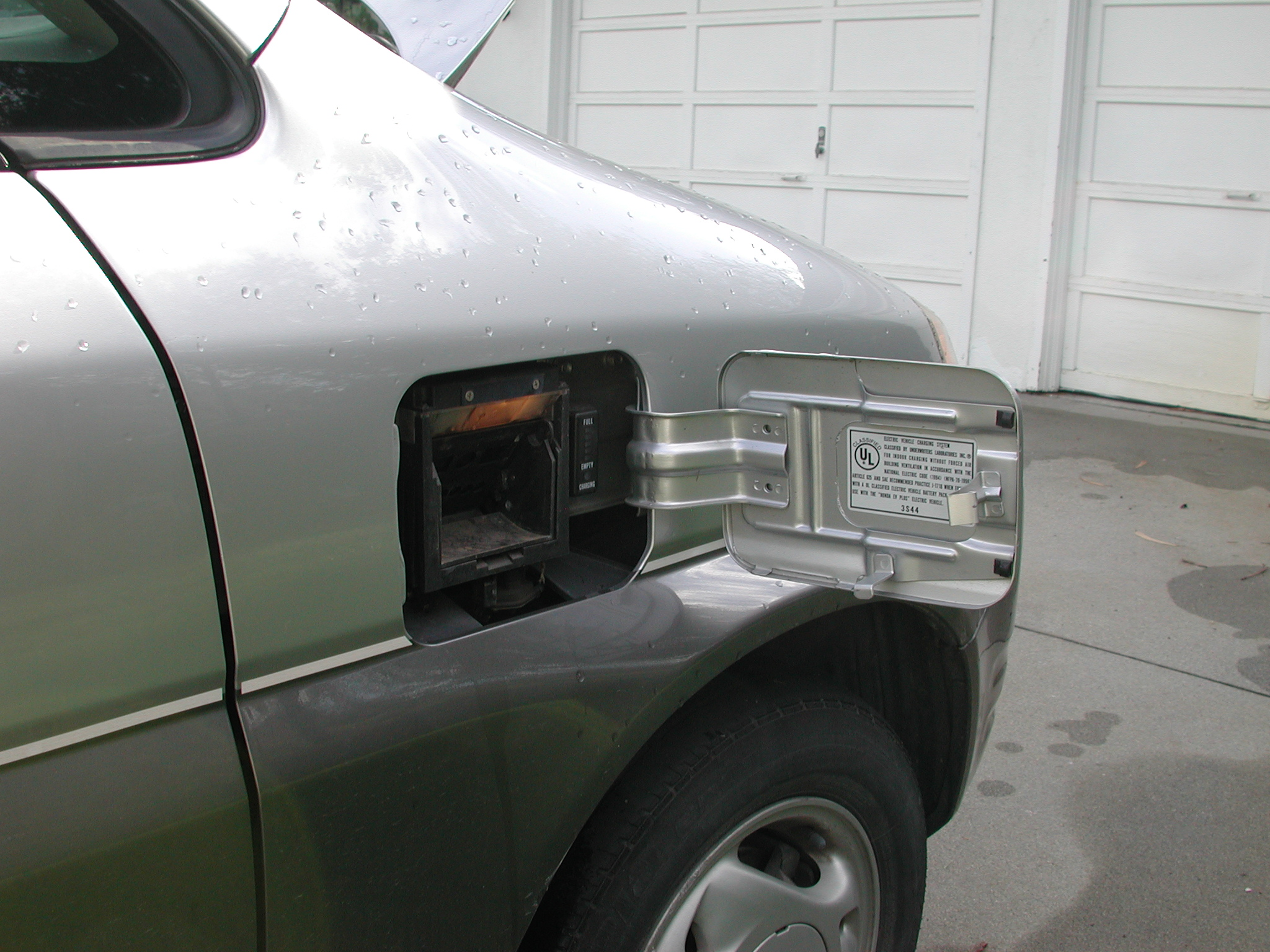
Charging Port & UL Label
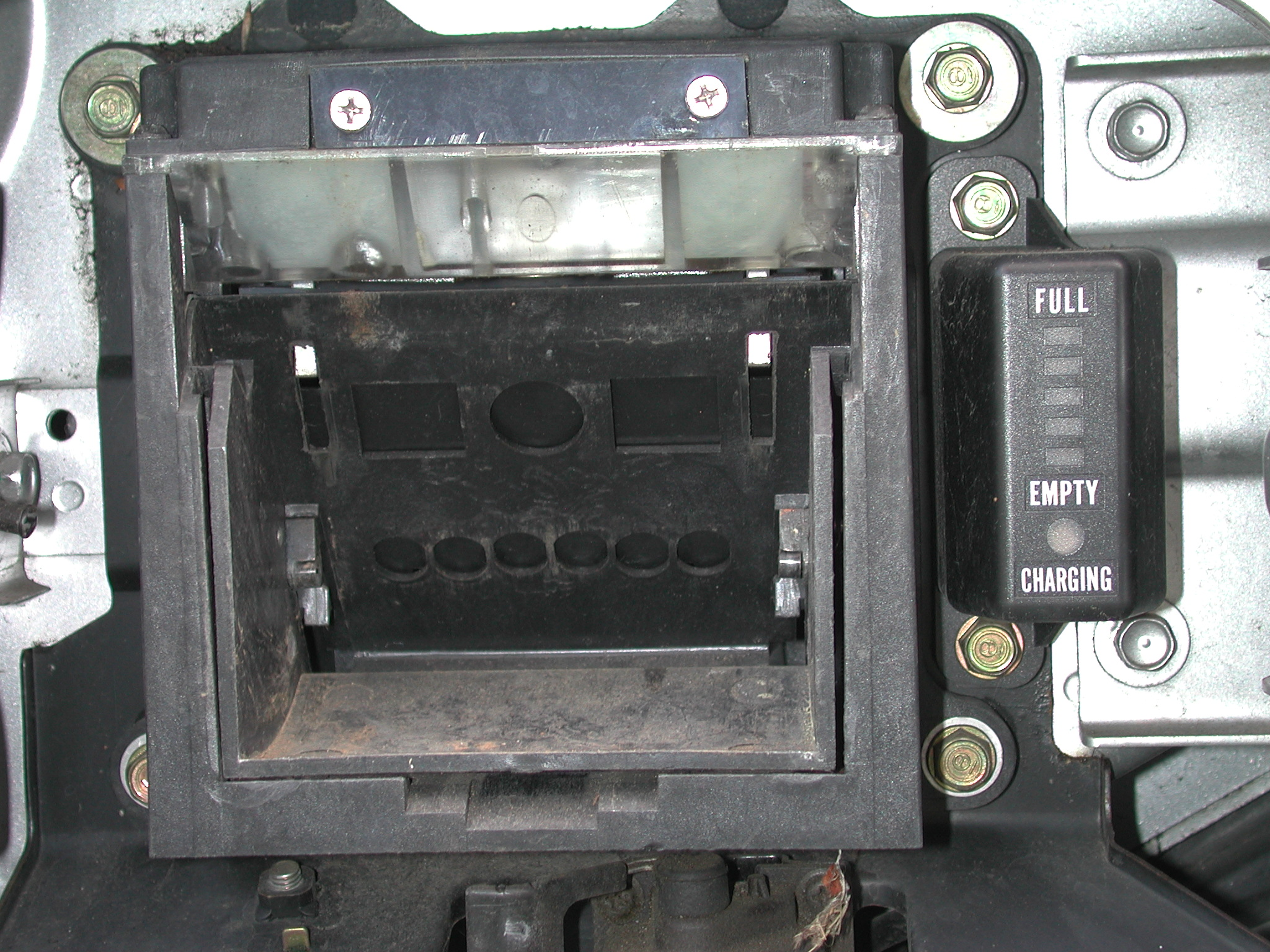
Charging Port Close-Up
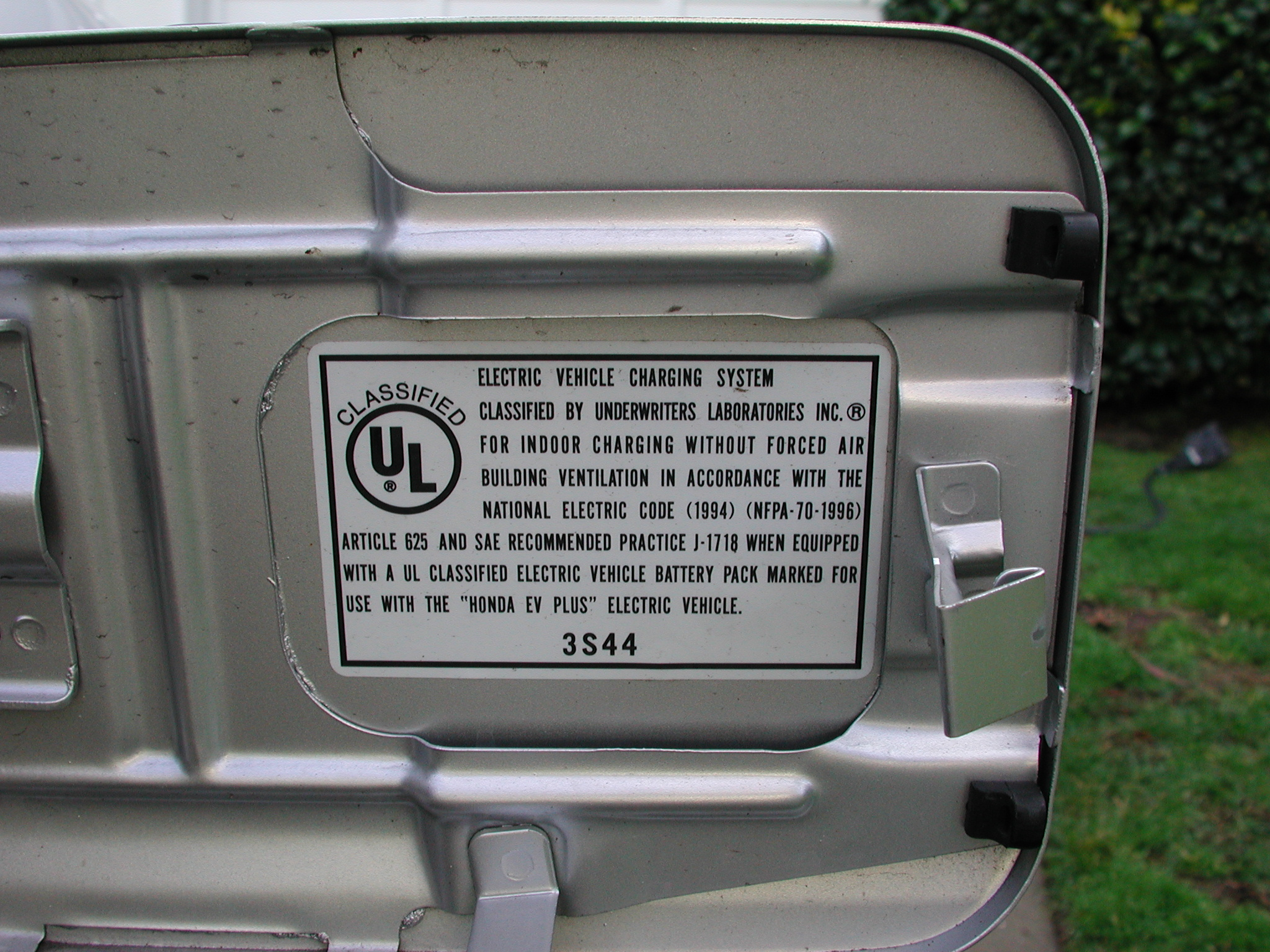
UL Label
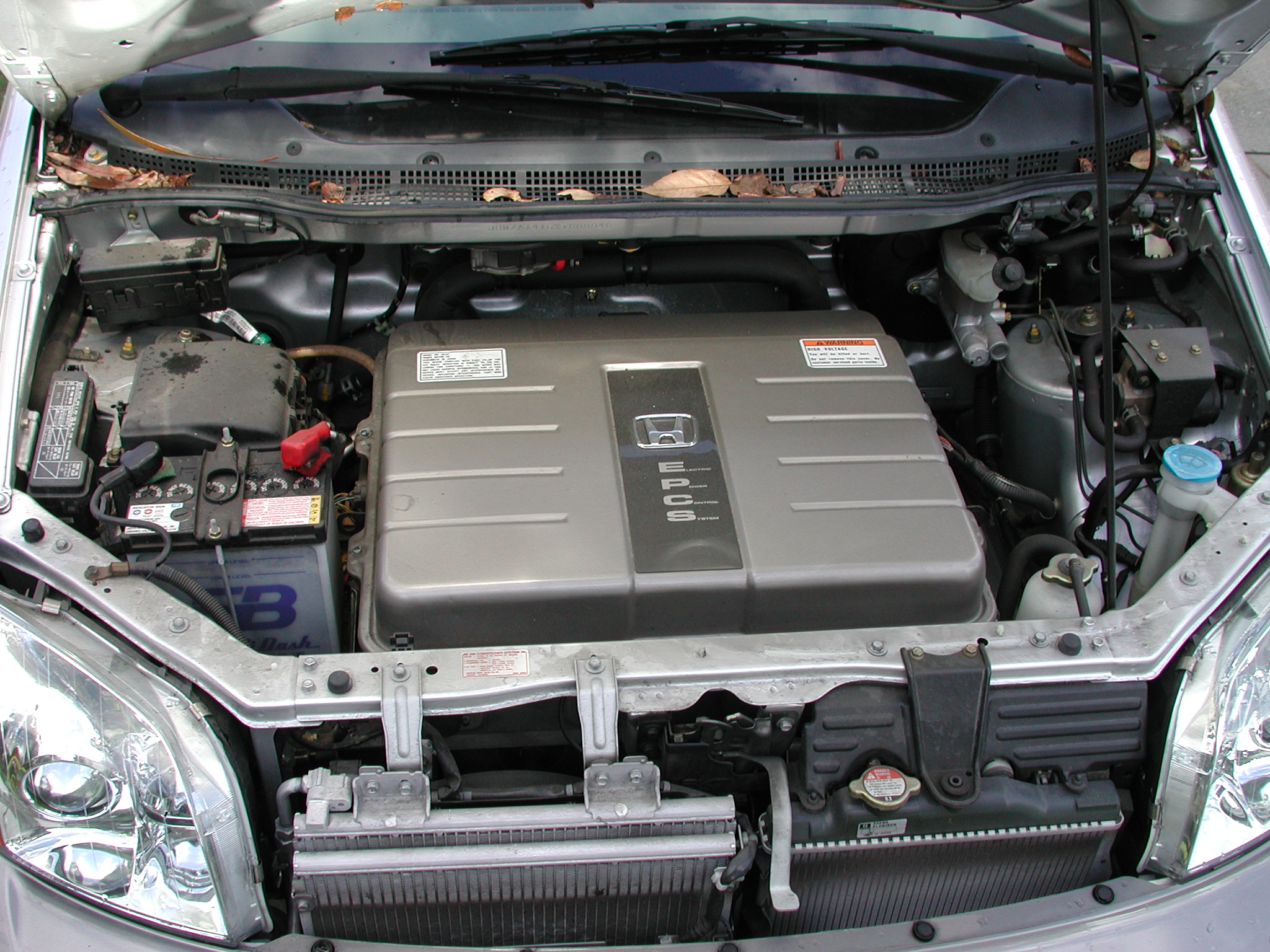
Electric Motor
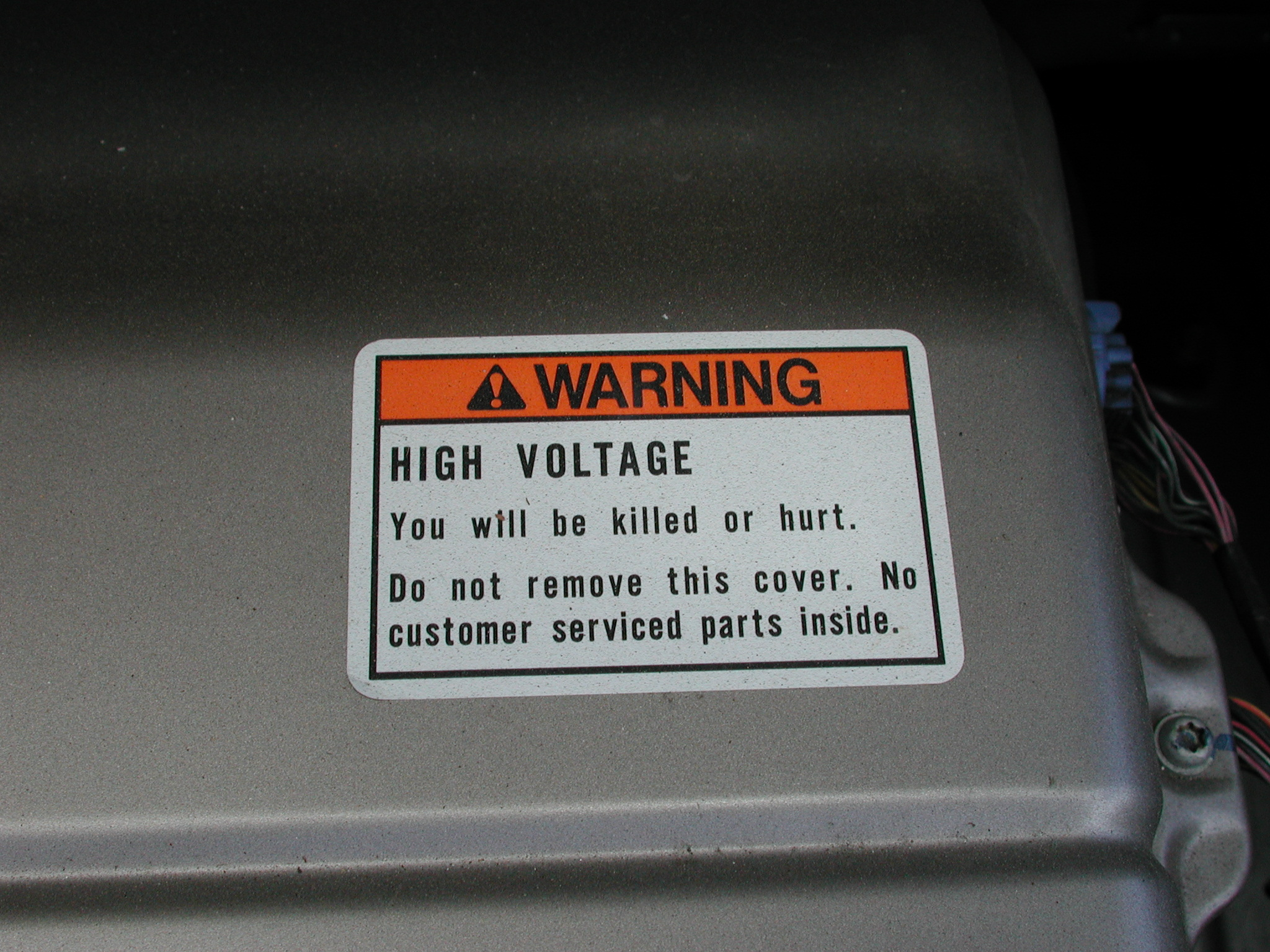
Warning Label On Motor
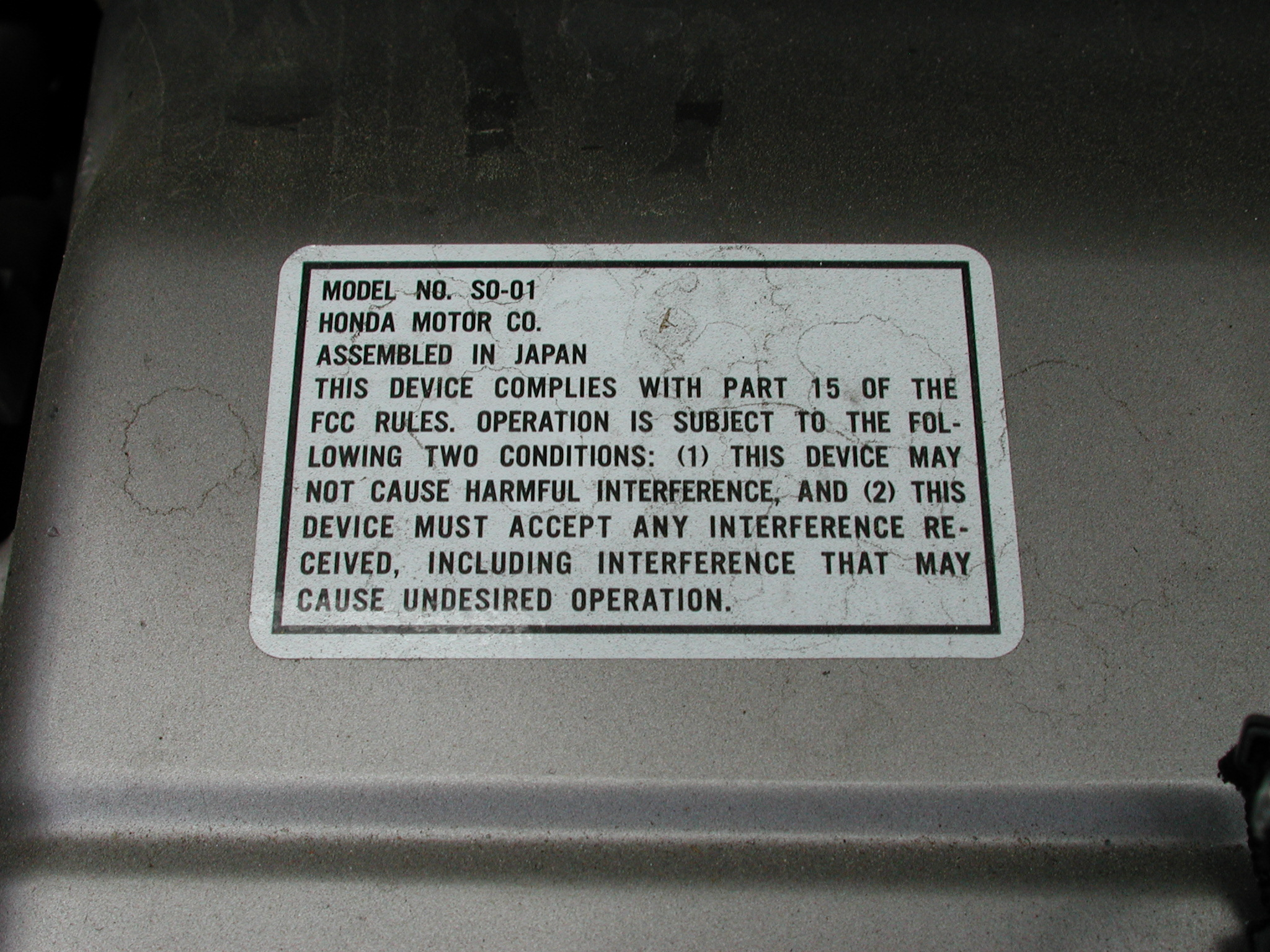
FCC Label on Motor
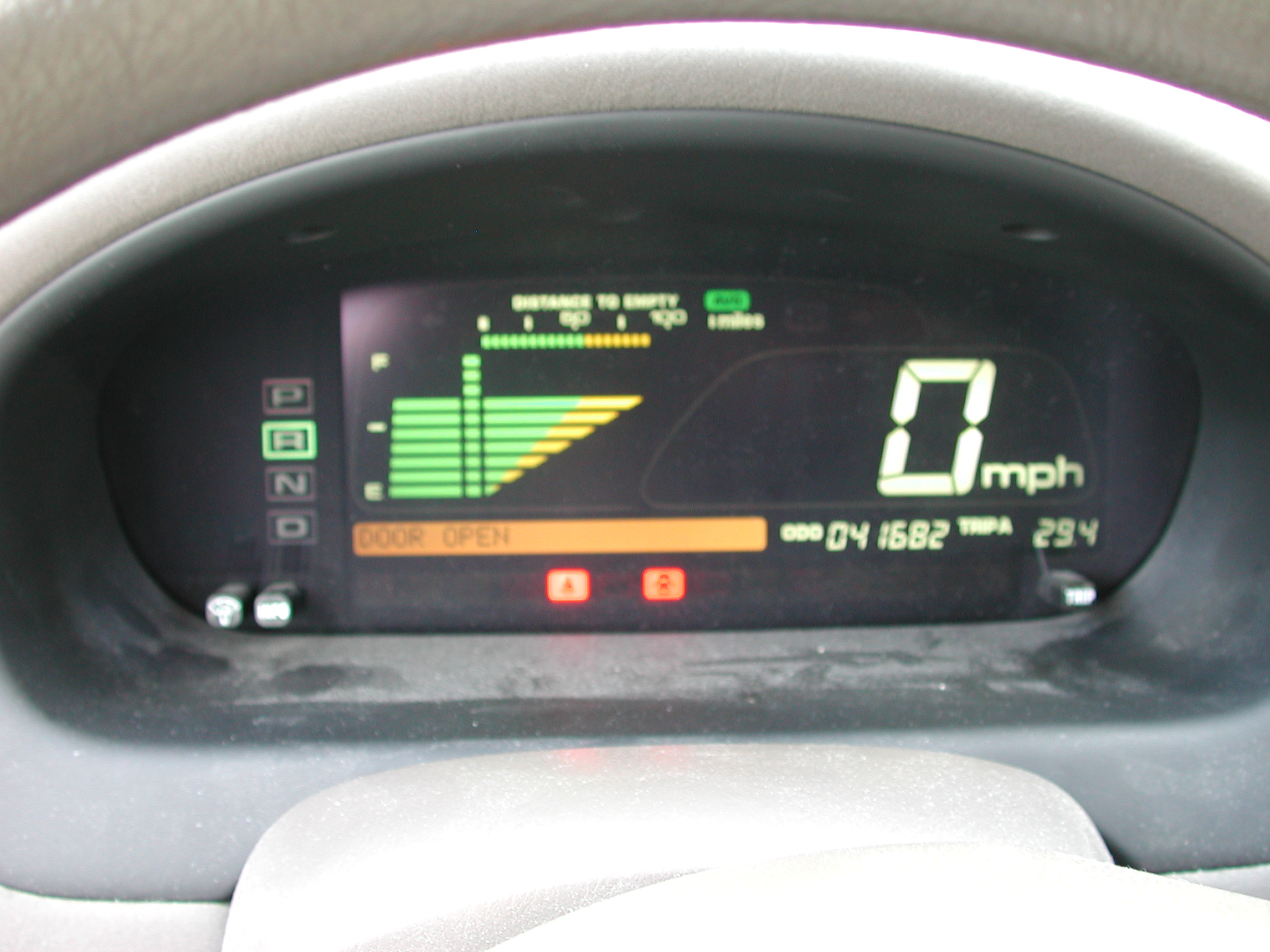
Instrument Panel
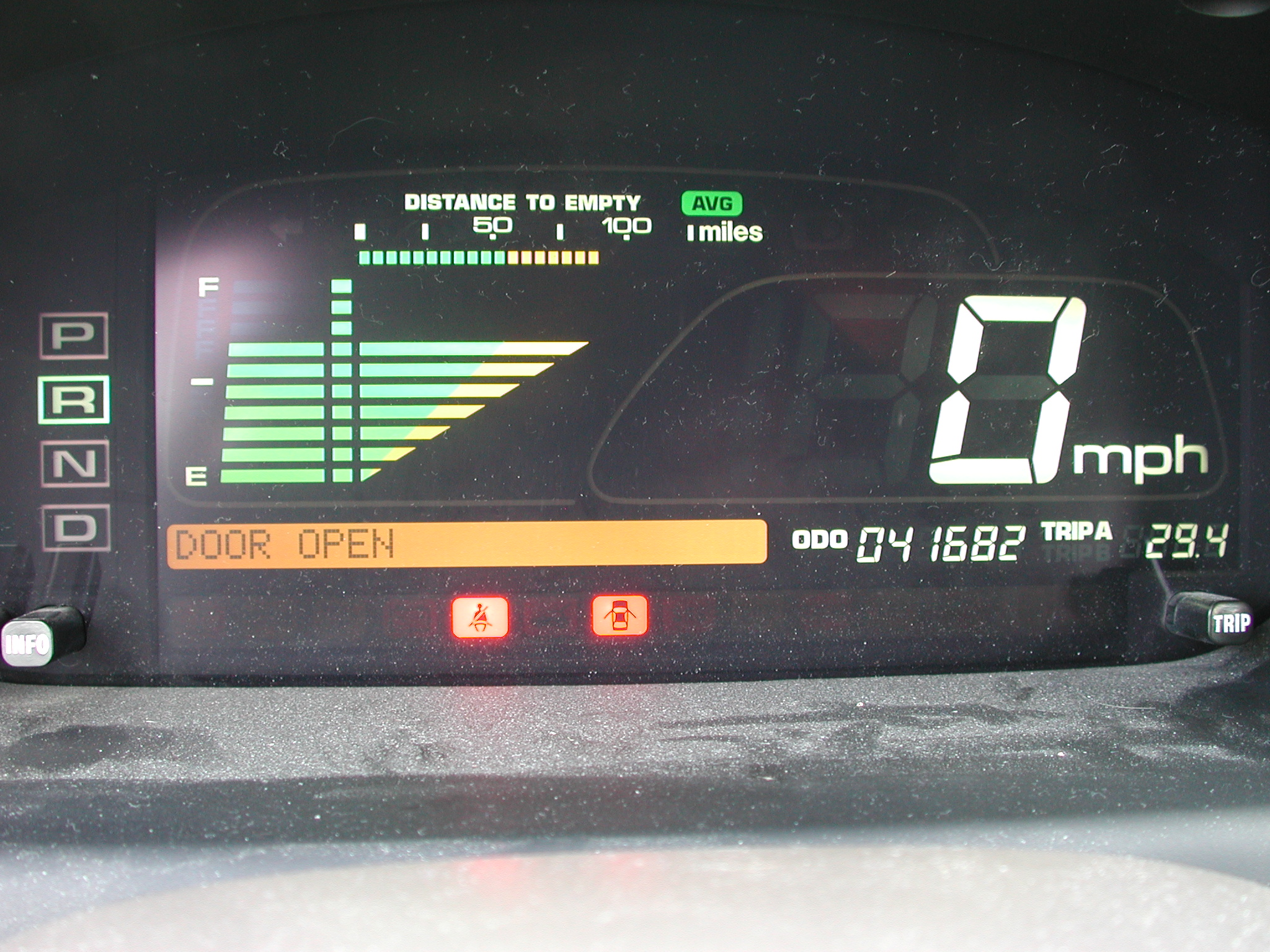
Instrument Panel Close-Up